# Wim Berckenkamp
Wim Berckenkamp (Gouda, 26 september 1953) is een Nederlandse voormalige profvoetballer. 
Hij stond onder contract bij FC Den Haag (1971-1975), FC Vlaardingen (1975-1977) en Go Ahead Eagles (1978).
Als amateur was hij actief voor SV Gouda, CVV De Jodan Boys en GC & FC Olympia.
Bij Jodan Boys was hij van 1991-1996 trainer.

## Bron
1. ↑  (en) Wim Berckenkamp - Player Profile. Geraadpleegd op 15 augustus 2017.